# Лёгкая атлетика на летних Олимпийских играх 2020 — бег на 3000 метров с препятствиями (мужчины)
Соревнование в бег на 3000 метров с барьерами среди мужчин на летних Олимпийских играх 2020 года проходил с 30 июля и 2 августа 2021 года на Японском национальном стадионе.  В соревнованиях приняли участие 45 спортсменов.
В большинстве турниров забег начинается медленно, как и финале турнира. Эфиопские бегуны Ламеха Гирма и Гетнет Уэйл контролировали темп впереди. После 3 кругов, Гирма приложил усилия, чтобы ускорить гонку и только два бегуна из Эфиопии и Кении начали вырываться вперед, но марокканец Суфиана Эль Баккали бежал за спинами лидеров забега. На предпоследнем круге оба кенийца начали отставать, потеряв контакт с лидерами. Дублируя стратегию Эзекиль Кембои,Эль Баккали начал ускоряться перед первым барьером последнего круга. Уэйл изо всех сил пытался не отставать, а кениец Киген бежал, чтобы восстановить контакт и вернутьпоследнюю надежду своей страны на медаль. Войдя в предпоследний поворот, Эль Баккали догнал Гирму и оба спортсмена сделали прыжок через барьер с водой. Позади них Киген догнал Уэйла, его ведущая нога ударила сзади по ноге Уэйла, и Уэйл потерял равновесие. Киген быстро восстановил равновесие, в то время как Уэйл потерял импульс и свой шанс завоевать медаль. Эль Баккали ускорился и убежал от Гирмы, завоевав золотую медаль, а Киген получил бронзу.

## Медалисты
| Золото                     | Серебро              | Бронза                |
| Суфиан Эль-Баккали Марокко | Ламеха Гирма Эфиопия | Бенджамин Киген Кения |

## История
Соревнование бегу на 3000 метров с барьерами среди мужчин на Олимпийских играх 2020 года будет проводиться в 24-й раз. Впервые было проведено в 1920 году.
Спортсмены из Кении выигрывали в стипль-чезе  каждый раз, когда участвовали в Олимпийских играх с 1968 года, 11 раз, 9 раз подряд исключение Олимпийские игры, которые Кения бойкотировала в 1976 и 1980 годах.

## Квалификация
Квалификационный стандарт на Олимпийские игры 2020 бегунов на 3000 метров с барьерами  установлен 8:22,00. Стандарт был установлен с целью включения в турнир спортсменов выполнившие на квалификационных соревнованиях установленный норматив, но которые не смогли пройти квалификацию по итогам мирового рейтинга ИААФ. Мировые рейтинги, основанные на расчете среднего из пяти лучших результатов спортсмена за квалификационный период с учетом сложности уровня соревнований. Данные условия для отбора спортсменов использоваться, пока не будет достигнуто ограничение в 45 бегунов.
Квалификационный период первоначально был установлен с 1 мая 2019 года по 29 июня 2020 года. Из -за пандемии коронавирусной инфекции в период с 6 апреля 2020 года по 30 ноября 2020 года соревнования был приостановлены и дата окончания продлена до 29 июня 2021 года. Дата начала квалификации по итогам мирового рейтинга также была изменена с 1 мая 2019 г. на 30 июня 2020 г. Спортсмены выполнившие квалификационный стандарт в течение этого времени, были квалифицированы, а провести отбор по мировому рейтингу было не возможно из-за отсутствия легкоатлетических турниров. ИААФ изменил требование к расчету мирового рейтинга, включив соревнования как на открытом воздухе, так и в помещении, а также последний региональный чемпионат был засчитан, даже если он проведен не во время квалификационного периода.
Национальный олимпийский комитет (НОК) может заявить не более 3 квалифицированных спортсменов в забеге 3000 метров с барьерами. Если все спортсмены соответствуют начальному квалификационному стандарту или прошли квалификацию путем ранжирования мирового рейтинга в течение квалификационного периода. (Ограничение в 3 было введено на Олимпийском Конгрессе в 1930 г.)
40 бегунов прошли квалификацию по установленному нормативу и 5 - по позициям мирового рейтинга.

## Рекорды
Мировой и олимпийский рекорды до начала летних Олимпийских игр 2020 года:
| Мировой рекорд     | Саиф Саид Шахин (QAT)   | 7:53,63 | Брюссель       | 3 сентября 2004 |
| Олимпийский рекорд | Консеслус Кипруто (KEN) | 8:03,28 | Рио-де-Жанейро | 17 августа 2016 |

## Формат и календарь турнира
Турнир проводиться в двухраундовом формате, используемый с Играх с 2012 года.
Время Олимпийских объектов местное (Япония, UTC+9)
| Дата                        | Время | Раунд   |
| --------------------------- | ----- | ------- |
| Пятница, 30 июля 2021       | 09:00 | Раунд 1 |
| Понедельник, 2 августа 2021 | 19:00 | Финал   |

## Результаты

### Раунд 1
Квалификационные правила: первые 3 в каждом забеге (Q) и дополнительно 6 с лучшими показанными результатами из всех забегов (q) проходят в полуфинал.

#### Забег 1
| Место | Спортсмен         | НОК            | Время    | Примечание |
| ----- | ----------------- | -------------- | -------- | ---------- |
| 1     | Ламеха Гирма      | Эфиопия        | 8:09.83  | Q          |
| 2     | Рюдзи Миура       | Япония         | 8:09.92  | Q, NR      |
| 3     | Бенджамин Киген   | Кения          | 8:10.80  | Q, SB      |
| 4     | Ала Зоглуми       | Италия         | 8:14.06  | PB, q      |
| 5     | Мохамед Тиндуфт   | Марокко        | 8:15.91  | q          |
| 6     | Джон Гей          | Канада         | 8:16.99  | PB, q      |
| 7     | Джилали Бедрани   | Франция        | 8:20.223 |            |
| 8     | Мейсон Ферлик     | США            | 8:20.226 |            |
| 9     | Альберт Чемутай   | Уганда         | 8:29.81  |            |
| 10    | Видар Юханссон    | Швеция         | 8:32.86  |            |
| 11    | Карл Бебендорф    | Германия       | 8:33.27  |            |
| 12    | Карлос Сан-Мартин | Колумбия       | 8:33.47  |            |
| 13    | Фил Норман        | Великобритания | 8:46.57  |            |
| -     | Фернандо Карро    | Испания        | -        | DNF        |
| -     | Джон Кибет Коеч   | Бахрейн        | -        | DNF        |

#### Забег 2
| Место | Спортсмен             | НОК            | Время   | Примечание |
| ----- | --------------------- | -------------- | ------- | ---------- |
| 1     | Абрахам Кибивот       | Кения          | 8:12.25 | Q          |
| 2     | Гетнет Уэйл           | Эфиопия        | 8:12.55 | Q          |
| 3     | Ахмед Абдельвахед     | Италия         | 8:12.71 | Q          |
| 4     | Мэттью Хьюз           | Канада         | 8:13.56 | SB, q      |
| 5     | Йеман Хайлеселасси    | Эритрея        | 8:14.63 | SB, q      |
| 6     | Бенард Кетер          | США            | 8:17.31 | PB, q      |
| 7     | Авинаш Сейбл          | Индия          | 8:18.12 | NR         |
| 8     | Себастьян Мартос      | Испания        | 8:23.07 |            |
| 9     | Рёма Аоки             | Япония         | 8:24.82 |            |
| 10    | Абделькарим Бен Захра | Марокко        | 8:28.63 | SB         |
| 11    | Эдвард Триппас        | Австралия      | 8:29.90 |            |
| 12    | Луи Гилаверт          | Франция        | 8:36.35 |            |
| 13    | Эмиль Бломберг        | Швеция         | 8:39.57 |            |
| 14    | Зак Сиддон            | Великобритания | 8:43.29 |            |
| 15    | Хишам Бушича          | Алжир          | 8:44.75 |            |

#### Забег 3
| Место | Спортсмен          | НОК       | Время   | Примечание |
| ----- | ------------------ | --------- | ------- | ---------- |
| 1     | Суфиан Эль-Баккали | Марокко   | 8:19.00 | Q          |
| 2     | Топи Райтанен      | Финляндия | 8:19.17 | Q, SB      |
| 3     | Алексис Фелут      | Франция   | 8:19.36 | Q          |
| 4     | Усама Зоглуми      | Италия    | 8:19:51 |            |
| 5     | Леонард Бетт       | Кения     | 8:19:62 |            |
| 6     | Хиллари Бор        | США       | 8:19:80 |            |
| 7     | Бен Бакингем       | Австралия | 8:20:95 | PB         |
| 8     | Оле Хессельбьерг   | Дания     | 8:24:08 |            |
| 9     | Тадесе Такеле      | Эфиопия   | 8:24:69 |            |
| 10    | Алтобели да Силва  | Бразилия  | 8:29:17 |            |
| 11    | Симон Сундстрём    | Швеция    | 8:29:34 |            |
| 12    | Косэй Ямагути      | Япония    | 8:31:27 |            |
| 13    | Даниэль Арсе       | Испания   | 8:38:09 |            |
| 14    | Мэттью Кларк       | Австралия | 8:42:37 |            |

### Финал
| Место | Спортсмен          | НОК       | Время   | Примечание |
| ----- | ------------------ | --------- | ------- | ---------- |
| 1     | Суфиан Эль-Баккали | Марокко   | 8:08.90 |            |
| 2     | Ламеха Гирма       | Эфиопия   | 8:10.38 |            |
| 3     | Бенджамин Киген    | Кения     | 8:11.45 |            |
| 4     | Гетнет Уэйл        | Эфиопия   | 8:14.97 |            |
| 5     | Йеман Хайлеселасси | Эритрея   | 8:15.34 |            |
| 6     | Мэттью Хьюз        | Канада    | 8:16.03 |            |
| 7     | Рюдзи Миура        | Япония    | 8:16.90 |            |
| 8     | Топи Райтанен      | Финляндия | 8:17.44 |            |
| 9     | Ала Зоглуми        | Италия    | 8:18.50 |            |
| 10    | Абрахам Кибивот    | Кения     | 8:19.41 |            |
| 11    | Бенард Кетер       | США       | 8:22.12 |            |
| 12    | Алексис Фелут      | Франция   | 8:23.14 |            |
| 13    | Мохамед Тиндуфт    | Марокко   | 8:23.56 |            |
| 14    | Ахмед Абдельвахед  | Италия    | 8:24.34 |            |
| 15    | Джон Гей           | Канада    | 8:35.41 |            |